# Emilie Sannom
Emilie "Millie" Kirstine Valborg Sannom (Copenhague, 29 de septiembre de 1886-Grenaa, 30 de agosto de 1931) fue una actriz de cine mudo, acróbata aérea y doble de riesgo danesa. Es considerada como la primera doble de riesgo del cine danés, tras arrojarse al foso del castillo de Hamlet de Nordisk Film en 1911.

## Trayectoria
Era hija de Johanne Kamilla Hansen (1861-1936) y del marinero Fritz Emil Sophus Sannom (1854-1935). Con 11 meses, la familia se mudó a Florida, para tener una mejor situación económica. Pero regresaron a Dinamarca siete años después tras gestionar sin éxito una plantación de naranjas. Sannom y sus hermanas Charlotte (1884-1954), Thora (1893-1954) y Ragnhild (1896-1953) se convirtieron en actrices desde una edad temprana, gracias al impulso de su madre.
Sannom después de aparecer en el escenario y tomar papeles menores en películas desde 1907. En 1909 actuó en Gøngehøvdingen (El jefe partisano) de Biorama. Al año siguiente, interpretó un papel secundario junto a Asta Nielsen en El abismo de Kosmorama y en Balletdanserinden (Las bailarinas de ballet) de Nordisk Film en 1911. En la producción de Hamlet de Nordisk Film de 1911 donde interpretó a Ofelia y se arrojó al foso del castillo, la convirtió en la primera actriz de cine de Dinamarca en actuar como especialista.
En 1912, Sannom se unió a la Scandinavian-Russian Trading House, conocida como Filmfabriken Danmark y continuó desempeñando papeles peligrosos en películas, a veces como actriz principal. En 1919, el cine mudo danés cayó en decadencia. Volvió al teatro y rodó algunas películas en Italia y Alemania. En total, apareció en unas 85 películas hasta que se retiró de la pantalla en 1922. Su última película fue la italiana La fanciulla dell'aria (La dueña del cielo) dirigida por Alfred Lind, en la que, vestida únicamente con un traje de baño, realizaba temerarias acrobacias en un avión en pleno vuelo.
Tras su retiro del cine continuó actuando en teatros, en circos o haciendo arriesgados saltos en paracaídas en solitario. Aunque había empezado a tomar lecciones de vuelo en 1918, nunca se calificó como piloto. Realizó espectáculos de acrobacia aérea por toda Dinamarca. Uno de sus espectáculos consistía en arrojarse desde un avión abriendo su paracaídas en el último minuto. En 1931, mientras realizaba este número en Grenaa, ante 8 000 espectadores, como su paracaídas no se abrió, cayó 600 metros y murió en el acto al golpear al suelo.
Está enterrada en el cementerio Assistens de Copenhague. Le sobrevivió su hija Grete, que nació el 14 de abril de 1912.
En su época, Sannom destacó por ser una mujer independiente y emancipada. Durante su carrera, se mantuvo económicamente a sí misma y a su familia.

## Reconocimientos
Es considerada como la primera doble de riesgo del cine danés y es reconocida con el título de «Temeraria del cine».